# Kalispéra!
Kalispéra! è stato un programma televisivo italiano di Canale 5 condotto da Alfonso Signorini. Il programma era realizzato presso le Robinie Studio (Cologno Monzese). La sigla della trasmissione era il brano A Night like This di Caro Emerald. Mentre la prima edizione era trasmessa in differita, la seconda era andata in onda in diretta.

## Il programma
Il programma era un talk show ambientato in uno studio televisivo che riproduceva, almeno secondo quanto detto da Signorini, il salotto (con tanto di cucina e pianoforte inclusi) dell'appartamento del conduttore, nel quale, durante il corso delle varie puntate, venivano ospitati numerosi personaggi della musica, dello spettacolo e dello sport.

### Cast
Durante la prima edizione, la trasmissione è stata presentatata da Alfonso Signorini con la partecipazione di Elena Santarelli, della comica Margherita Antonelli avente il ruolo della governante dell'appartamento, della showgirl Ana Laura Ribas in qualità di inviata per i servizi esterni legati alle notizie di cronaca rosa, di un cuoco e del giornalista di gossip Gabriele Parpiglia.  Nella sesta puntata della prima edizione aveva suscitato particolare interesse l'intervista a Ruby, ragazza legata alle vicende della vita privata dell'allora Presidente del Consiglio Silvio Berlusconi nei giorni immediatamente precedenti alla trasmissione.
Nella seconda edizione il programma era sempre condotto da Alfonso Signorini, ma, in questa edizione, il cast questa volta era composto da tre vallette (Elena Santarelli, Melissa Satta e Pamela Prati) che si sfidavano in una specie di torneo di balletti, dalla comica Margherita Antonelli avente il ruolo della governante dell'appartamento, dalla comica Gabriella Germani nel ruolo dell'imitatrice dei personaggi famosi, dai due inviati esterni (Francesca Cipriani e Marco Ceriani) di questa edizione e di un cuoco. Nella prima puntata della seconda edizione Gabriella Germani aveva imitato l'ex-Ministro delle Pari Opportunità Mara Carfagna: tale imitazione aveva suscitato molte polemiche in quanto la critica l'aveva definita come grottesca e lo stesso conduttore si era poi dissociato.
All'interno dello studio era presente anche un golden retriever femmina di nome Vespa, la quale era affiancata (nella seconda edizione) dal suo cucciolo nato, secondo quanto detto da Alfonso Signorini il 16 dicembre 2011, nei mesi che separavano la prima e la seconda edizione.

## Edizioni

### Prima edizione
La prima edizione è andata in onda il mercoledì in seconda serata su Canale 5 dal 15 dicembre 2010 al 26 gennaio 2011.
| 1 | 15 dicembre 2010 | 2.041.000 | 19,36% | Biagio Antonacci e Simona Ventura                                                                                          |
| 2 | 22 dicembre 2010 | 2.132.000 | 19,24% | Emma Marrone, Valeria Marini, Gabriel Garko, Cristina Parodi e Benedetta Parodi                                            |
| 3 | 29 dicembre 2010 | 1.947.000 | 17,48% | Alessia Marcuzzi, Platinette, Patty Pravo, Manuela Arcuri, Sergio Arcuri, Alba Parietti e Soldati italiani in Afghanistan. |
| 4 | 5 gennaio 2011   | 2.331.000 | 20,61% | Silvio Berlusconi, Carlo Rossella, Gigi D'Alessio e Anna Tatangelo                                                         |
| 5 | 12 gennaio 2011  | 1.527.000 | 15,67% | Belén Rodríguez, Gianna Nannini, Flavio Insinna, Orietta Berti e Italo Bocchino                                            |
| 6 | 19 gennaio 2011  | 2.329.000 | 24,02% | Ruby, Rocco Siffredi, Pamela Prati, Giulia Nicole Magro, Silvana Pampanini e Teo Teocoli                                   |
| 7 | 26 gennaio 2011  | 1.892.000 | 17,49% | Maria De Filippi, Antonella Elia, Fabrizio Corona e sua madre Gabriella                                                    |

### Seconda edizione
La seconda edizione è andata in onda il venerdì in prima serata su Canale 5 dal 16 dicembre 2011 al 30 dicembre 2011.
| 1 | 16 dicembre 2011 | 2.341.000 | 12,01% | Sabrina Ferilli, Christian De Sica, Leonardo Pieraccioni, Emma Marrone, Cicciolina, il padre e la fidanzata di Marco Simoncelli |
| 2 | 23 dicembre 2011 | 2.518.000 | 11,85% | Gabriel Garko, Al Bano, Marcella Bella e Fichi d'India                                                                          |
| 3 | 30 dicembre 2011 | 2.896.000 | 14,19% | Maria De Filippi, Maurizio Costanzo, Fiorello, Vittorio Sgarbi e Mara Venier                                                    |